# Arnaldo Graziosi
Arnaldo Graziosi (Bomarzo, 14 dicembre 1913 – Grottaferrata, 6 marzo 1997) è stato un pianista e compositore italiano.

## Biografia
Celebre per il caso di cronaca nera in cui è stato coinvolto nel 1945, quello della morte di sua moglie, Maria Cappa: apparentemente si trattò di un suicidio, ma nonostante egli si fosse sempre proclamato innocente, fu condannato a scontare ventiquattro anni per uxoricidio nel 1947. La difesa di Graziosi fu assunta da avvocati di spicco come Giovanni Porzio e Armando Riccardi. Nel 1959, grazie all'impegno di sua figlia Andreina, egli ottenne la grazia dal presidente della Repubblica, Giovanni Gronchi.
A partire dagli anni sessanta Graziosi tornò con successo all'attività di musicista e di compositore, lavorando spesso anche per il cinema: avrebbe collaborato in qualità di pianista alle colonne sonore di film come Salò o le 120 giornate di Sodoma (1975) di Pier Paolo Pasolini e Al di là del bene e del male (1977) di Liliana Cavani.
Collaborò anche con Fabrizio De André, suonando il clavicembalo nell'album Non al denaro non all'amore né al cielo.
Si tolse la vita, probabilmente a causa di una forte depressione, gettandosi dalla finestra della propria abitazione, all'età di ottantatré anni.